# Astragalus dolinicola
Astragalus dolinicola es una especie de planta del género Astragalus, de la familia de las leguminosas, orden Fabales.

## Distribución
Astragalus dolinicola se distribuye por Creta.

## Taxonomía
Fue descrita científicamente por (Brullo & Giusso) Brullo & Giusso. Fue publicado en Israel Journal of Plant Sciences 51: 309 (2003).